# Oxe
För andra betydelser, se Oxe (olika betydelser).

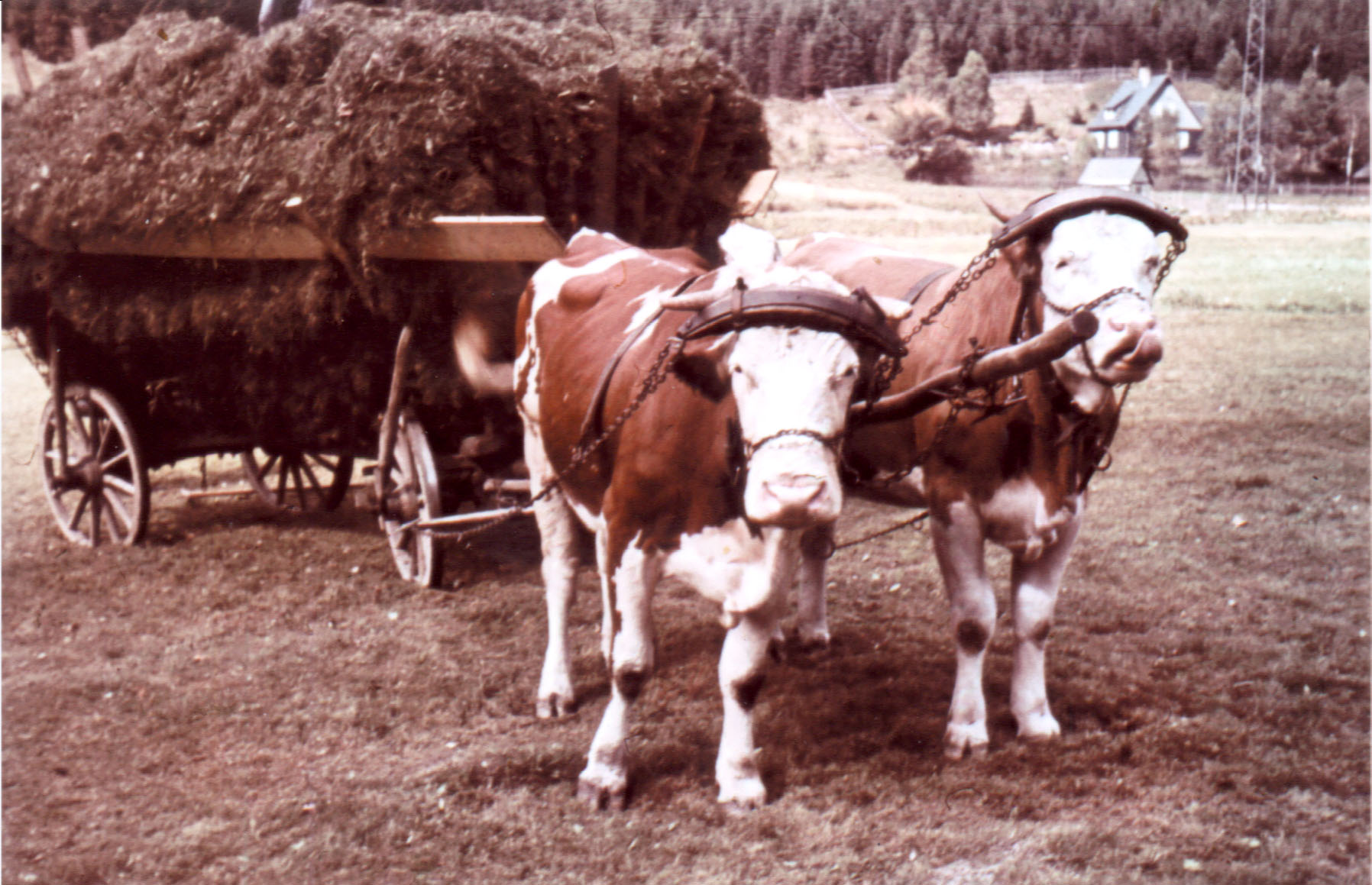
Dragoxar.

En oxe är en kastrerad hane av nötkreatur som är 3 år eller äldre. Innan dess benämns den stut. En hane av nötkreatur som inte kastrerats benämns tjur. Oxe används i allmännare betydelse även om hanne av vissa andra idisslare, till exempel ren och älg.
Till följd av kastrationen är oxen lätthanterlig och lämplig till dragare.
Under 1880-talet var antalet oxar som högst i Sverige då det fanns 290 000, men vid tiden för andra världskriget var de så få att de försvann ur statistiken.
Oxe kan även vara en sammanfattande benämning på alla nötkreatur, eller på den vidare underfamiljen oxdjur.